# Municipio de Marietta (Ohio)
El municipio de Marietta (en inglés: Marietta Township) es un municipio ubicado en el condado de Washington en el estado estadounidense de Ohio. En el año 2010 tenía una población de 4595 habitantes y una densidad poblacional de 116,72 personas por km².

## Geografía
El municipio de Marietta se encuentra ubicado en las coordenadas 39°24′13″N 81°23′0″O / 39.40361, -81.38333. Según la Oficina del Censo de los Estados Unidos, el municipio tiene una superficie total de 39.37 km², de la cual 38,38 km² corresponden a tierra firme y (2,51 %) 0,99 km² es agua.

## Demografía
Según el censo de 2010, había 4595 personas residiendo en el municipio de Marietta. La densidad de población era de 116,72 hab./km². De los 4595 habitantes, el municipio de Marietta estaba compuesto por el 97,28 % blancos, el 0,41 % eran afroamericanos, el 0,37 % eran amerindios, el 0,63 % eran asiáticos, el 0,13 % eran de otras razas y el 1,18 % eran de una mezcla de razas. Del total de la población el 0,65 % eran hispanos o latinos de cualquier raza.